# Store Lind
Store Lind er en bebyggelse i Damsholte Sogn på Møn, ca. 3 kilometer nordvest for Damsholte. 
Store Lind omtales 1506 (Lindh). Landsbyen udskiftede i 1819. 
I bebyggelsens østlige del ligger Sølvbjerggård. Ud for denne gård er rejst en mindesten for sognefoged Peter Hansen, der i 1925 var foregangsmand for en genrejsning af Andelsbanken.
Der har ligget en Brugsforening i St. Lind. Den blev nedlagt ca. 1966-67. Samtidig med at der lå en brugsforening, var der også en købmandshandel. En af Møns daværende største vognmandsforretninger Lind Vognmandsforretning blev startet i St. Lind af Poul Bloch Nielsen i 1947. Forretningen blev overtaget i 1972-73 af Tage Andersen og Bjarne Jensen. Vognmandsforretningen flyttede til industrikvarteret i Stege ved Karen Volf / Kelsen-Bisca i 1986, i et nyopført garageanlæg. Lind Vognmandsforretning er nu nedlagt. 
Under 2. verdenskrig styrtede en engelsk bombemaskine ned i St. Lind, 3-4 engelske piloter omkom, og motorerne borede sig ca. 3 meter ned i jorden. Bombemaskinen faldt ned ved siden af den før nævnte mindesten. Yderligere kan nævnes, at på Marienborgs marker overfor Sølvbjerggård, var den tyske værnemagt godt i gang med at anlægge en stor militær flyveplads. Mange lokale arbejdere var med til at jævne terrænet, så det kunne bruges til landingsplads. Der nåede dog kun at lande et fly, før krigen var forbi. 
Byen har sin helt egen sang som i nyere tid altid blev sunget til byfesterne 